# 4722 Agelaos
4722 Agelaos eller 4271 T-3 är en trojansk asteroid i Jupiters lagrangepunkt L5. Den upptäcktes 16 oktober 1977 av den nederländsk-amerikanske astronomen Tom Gehrels och det nederländska astronomparet Ingrid van Houten-Groeneveld och Cornelis Johannes van Houten vid Palomarobservatoriet. Asteroiden har fått sitt namn efter Agelaos, en herde som fick i uppdrag att döda Paris, prins av Troja, ett uppdrag han aldrig fullföljde.